# Adelino, Novi Meksiko
Adelino je popisom određeno mjesto u okrugu Valenciji u američkoj saveznoj državi Novom Meksiku. Prije 2010., pripadalo je popisom određenom mjestu Tome-Adelinu.

## Zemljopis
Zemljopisni položaj je 35°3′37″N 107°37′25″W / 35.06028°N 107.62361°W. Prema Uredu SAD-a za popis stanovništva, zauzima 7,13 km2 površine, sve suhozemne.

## Stanovništvo
Prema podatcima popisa 2010. ovdje je bilo 823 stanovnika, 312 kućanstava od čega 224 obiteljska, a stanovništvo po rasi bili su 78,1% bijelci, 1,2% "crnci ili afroamerikanci", 1,3% "američki Indijanci i aljaskanski domorodci", 0,4% Azijci, 0,0% "domorodački Havajci i ostali tihooceanski otočani", 14,1% ostalih rasa, 4,9% dviju ili više rasa. Hispanoamerikanaca i Latinoamerikanaca svih rasa bilo je 62,8%.